# Денніс Кіметто
Денніс Кіпруто Кіметто (англ. Dennis Kipruto Kimetto або англ. Dennis Kipruto Koech; нар. 22 січня 1984) — кенійський легкоатлет, бігун на довгі дистанції. Переможець Берлінського марафону 2014, де встановив новий світовий рекорд — 2:02.57.

## Життєпис
Народився в селі Камвосор в багатодітній родині. Його батько Джеймс Кіметто і мати Аліса Кіметто також займалися легкою атлетикою, виступали на змаганнях з бігу. Кіметто має чотири брати і трьох сестер. Більшу частину свого дитинства він працював на фермі батьків, де допомагав вирощувати картоплю та кукурудзу. У віці 14 років він був змушений кинути навчання в школі, через труднощі в родині. За його власними словами, 2000 року він дивився по телевізору забіг на 10 000 метрів на Олімпійських іграх в Сіднеї, в яких брав участь їх співвітчизник Пол Тергат. Цей забіг надихнув його, і з того часу він мріяв також виступати на змаганнях. 2000 року він відправився в Капсерет для роботи на фермі. Там він познайомився зі спортсменами, які й запропонували йому тренуватися. З того часу він почав поєднувати тренування з роботою. 2010 року під час одного з тренувань він зустрів групу спортсменів на чолі з Джеффрі Мутаї, який запропонував йому приєднається до них. З того часу вони почали тренуватися разом.